# Andrij Scholdak
Andrij Walerijowytsch Scholdak (ukrainisch Андрій Валерійович Жолдак; * 3. November 1962 in Kiew, Ukrainische Sozialistische Sowjetrepublik) ist ein ukrainischer Theaterregisseur.
Scholdak studierte am Moskauer Staatlichen Institut für Theaterkunst (GITIS), der heutigen Russischen Akademie für Theaterkunst, in der Meisterklasse von Anatoli Wassiljew.
Scholdak ist seit 2002 Intendant des Schewtschenko-Theaters in Charkiw. International bekannt geworden ist er mit Gastspielen seiner Inszenierungen in Deutschland, Finnland, Frankreich, den Niederlanden, Polen, Österreich, Rumänien und Russland. Am Theater Oberhausen inszenierte er  seit 2009 Bühnenfassungen von Henry Millers Sexus, Dostojewskis Idiot und Franz Kafkas  Erzählung Die Verwandlung.
Andrij Scholdak ist der Urenkel von Iwan Karpenko-Karyj.